# Starkenberg (familie nobiliară)

Stema familiei Starkenberg

Starkenberg a fost o familie nobiliară care s-a stabilit inițial în Tirol, odată cu familia Hohenstaufen. Datorită întinselor proprietăți teritoriale în Tirol, în Valea râului Adige și în regiunile Bolzano și Merano, familia Starkenberg a fost una foarte influentă. Familia s-a stins pe linie masculină în 1452.

## Istorie

### Originea
O anumită Ita de Starkenberg s-a căsătorit cu Werner al II-lea de Habsburg (d. 1167) aparținând astfel strămoșilor Casei de Habsburg. Numele Starkenberg apare, de asemenea, într-un document din 1217 în care regele romano-german Frederic al II-lea a transferat copiilor credinciosului său Gebhard de Starchinberg dieceza Bolzano-Bressanone. Aflată inițial în serviciul familiei Hohenstaufen îndeplinind funcția de ministerial, familia Starkenberg a trecut în serviciul conților de Eppan-Ulten și al diecezei Bolzano-Bressanone. În 1252 Conrad de Starkenberg este menționat ca ministerial în serviciul conților de Tirol, dar și ca slujitor al lui Conradin de Hohenstaufen. Începând cu Meinhard al II-lea, duce al Carintiei și conte de Tirol (la mijlocul secolului al XIII-lea), membrii familiei de Starkenberg au devenit în sfârșit ministeriali în Tirol.

### Ascensiunea
Prin căsătorii și achiziții inteligente, Starkenberg a devenit una dintre cele mai puternice familii nobiliare din Tirol. Membrii familiei s-au înrudit cu familiile nobiliare Aufenstein, Freundsberg, Greifenstein, Matsch, Mils, Montfort, Rottenburg, Schenna, Tarant, Thierstein, ale căror proprietăți parțial le-au și moștenit. În timpul ducelui Meinhard al II-lea familia a reușit să uzurpe proprietăți și domenii din Tirol. Este posibil ca menestrelul Hartman de Starkenberg, care a trăit în jurul anului 1265, să fi aparținut aceleiași familii. Totuși, stema lui înfățișa un cap de câine, în timp ce tirolezii Starkenberg aveau o stemă cu benzi roșii și aurii.

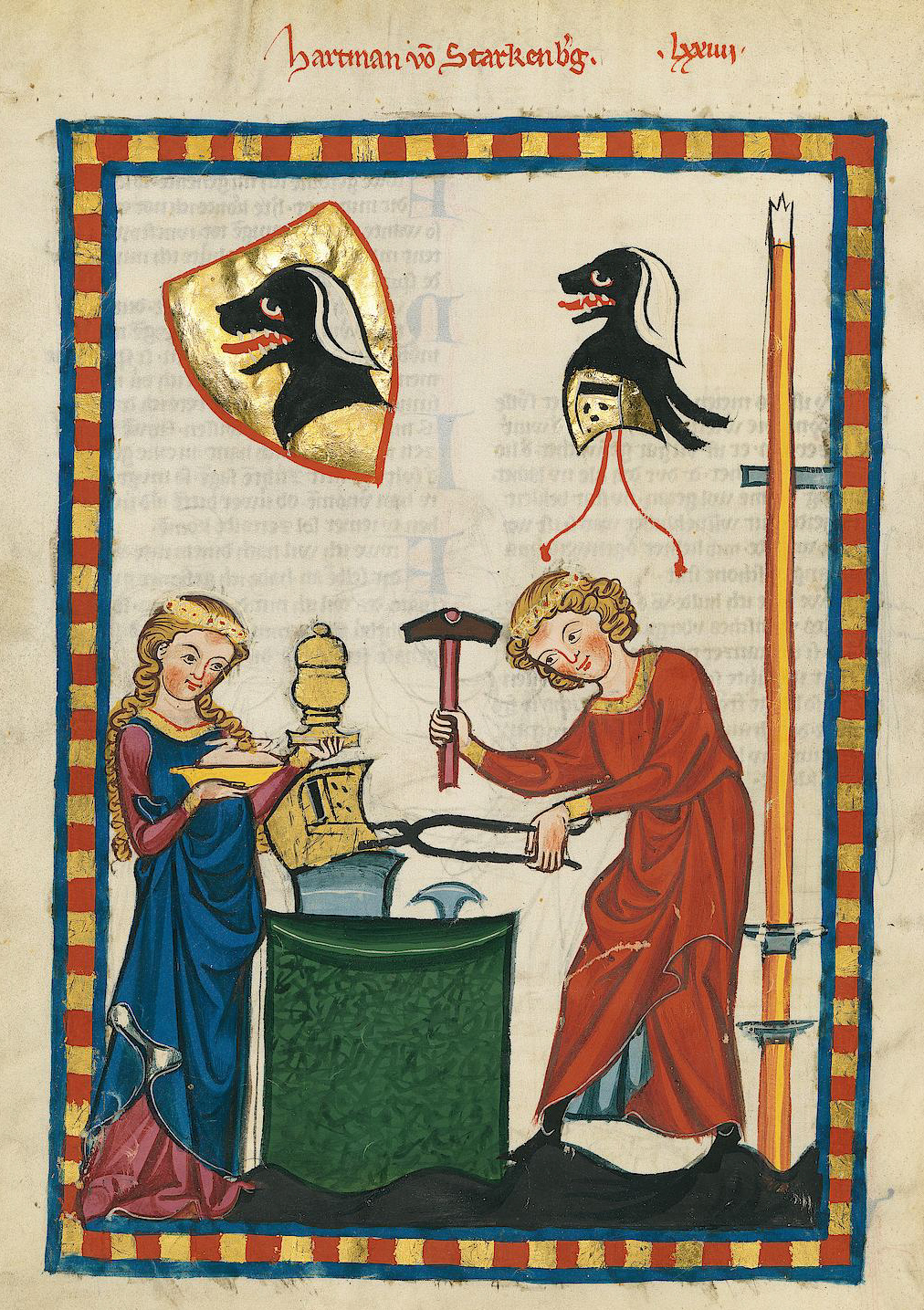
Hartmann de Starkenberg (Codex Manesse)

Puterea familiei Starkenberg este dovedită și de numirea lui „Heinrich von Starkenberg capitaneus ad Ernberch” în 1293. Ehrenberg (Ernberch) era cel mai important castel de graniță tirolez, iar salariul plătit celui însărcinat cu paza cetății era cel mai mare. Henric de Starkenberg a fondat Mănăstirea din Imst.
Puterea familiei Starkenberg este dovedită și de numirea lui „Heinrich von Starkenberg capitaneus ad Ernberch” în 1293. Ehrenberg (Ernberch) era cel mai important castel de graniță tirolez, iar salariul plătit celui însărcinat cu paza cetății era cel mai mare. Henric de Starkenberg a fondat Mănăstirea Imst.
În secolul al XII-lea a fost construit primul castel Starkenberg lângă Tarrenz în Tirol care a fost prima dată menționat în documente în 1217. În anii 1330 familia și-a stabilit reședința în castelul Neustarkenberg construit între 1310 și 1329 în vecinătatea celui vechi, lăsând vechiul castel Starkenberg în paragină.
Un certificat de indulgență, magnific decorat, a fost acordat de papa Benedict al XII-lea lui Georg de Starkenberg în 1341 (căsătorit cu Elisabeta de Rottenburg, d. 1360), cel menționat ca judecător-arbitru în Bolzano în 1339. Membrii familiei Starkenberg au fost înmormântați în Mănăstirea Stams.
Hans de Starkenberg (căsătorit cu moștenitoarea Adelaida de Schenna, d. 1385) a fost cel care a aplicat sigiliul documentului prin care Margareta Maultasch a dat Tirolul în 1363 lui Rudolf al IV-lea de Habsburg.
În 1380 familia Starkenberg a primit permisiunea regală de a reconstrui cetatea Kronburg. Puterea de care dispunea familia Starkenberg este reflectată și de faptul că ei au putut atribui îngrijirea castelelor unor anumite persoane, ceea ce era de fapt un privilegiu ce aparținea doar suveranului. În 1405 Osanna, văduva lui Sigismund de Starkenberg, a dat vechiul castel Starkenberg pentru îngrijire nobilului bavarez Jörg den Torer von Hornstein. Sigismund de Starkenberg a fost burgrav al Castelului Tirol și a preluat stăpânirea cetății Greifenstein după ce Frederic de Greifenstein a murit în Bătălia de la Sempach în 1386. Ulrich, fiul lui Sigismund, a făcut parte împreună cu alți nobili în 1407 din „Liga șoimului” care avea ca scop asigurarea stăpânirilor nobilimii în raport cu suveranul.
Din 1275 datează primele cărți funciare ale familiei Starkenberg, care dovedesc că în timpul lui Hans de Starkenberg familiei îi aparțineau 3135 de ferme.

### Prăbușirea familiei Starkenberg
În timpul fiilor lui Sigismund, Ulrich și Wilhelm, familia Starkenberger a decăzut, deși în timpul lui Ulrich stăpânirile ei atinseseră cele mai mari dimensiuni cuprinzând pe lângă cele două castele, alte două jurisdicții primite drept gaj.
După încheierea Contractului de la Kropfsberg între ducii Frederic al IV-lea cel cu Buzunarul gol și Ernest I cel de Fier, Frederic a cerut înapoierea proprietăților care fuseseră gajate familiei Starkenberg. Acest lucru a dus la o confruntare între nobilime și suveran numită în istorie „disputa Starkenberg”. În cursul bătăliilor au fost distruse castelele ancestrale ale familiei Starkenberg iar altele au fost cucerite precum Castelul Schenna, apărat de Ursula Truchsessin de Waldburg (fiica lui Ioan al II-lea de Waldburg, soția lui Ulrich de Starkenberg). În jurul anului 1426 Castelul Greifenstein a fost ultima dintre posesiunile pierdute. Wilhelm a reușit să fugă din Tirol. Nu a fost clarificată soarta lui Ulrich de după 1424 îns este posibil ca el să fi murit în bătălia dată pentru Castelul Greifenstein. În 1430 curtea regală din Rottweil l-a declarat decedat.
Familia Starkenberg a încercat să-și recâștige drepturile în 1425. Se presupune că „Starkenberg Rotulus” (o rolă de hârtie de nouă metri lungime) este plângerea care a fost adresată în aceste circumstanțe regelui romano-german Sigismund de Luxemburg. Acest demers nu a avut succes. Totuși Sigismund de Habsburg, arhiducele Austriei, i-a permis lui Wilhelm, să se întoarcă în Castelul Schenna, unde a murit în 1452 fiind ultimul moștenitor pe linie masculină al familiei sale.
Titlul și blazonul roșu-argintiu au fost preluate de Coreth de Coredo și Starkenberg în 1555.

## Membrii cunoscuți ai familiei Starkenberg
- Ita von Starkenberg (n. înainte de 1167) căsătorită cu Werner al II-lea de Habsburg (d. 1167), strămoși ai Casei de Habsburg;
- Gebhard de Starchinberg (n. înainte de 1217) credinciosul lui Frederic al II-lea, regele Siciliei, rege și împărat romano-german;
- Conrad de Starkenberg (n. înainte de 1252) ministerial tirolez, în același timp slujitor al lui Conradin, regele Siciliei, rege al Ierusalimului, duce de Suabia;
- Henric de Starkenberg (n. înainte de 1293) a fost „capitaneus ad Ernberch” (din 1293)
- George de Starkenberg (n. înainte de 1341) căsătorit cu Elisabeta de Rottenburg, n. 1360; 1339 atestat ca judecător arbitru în Bolzano;
- Hans de Starkenberg (n. înainte de 1363) căsătorit cu moștenitoarea Castelului Schenna, Adelaida de Schenna, d. 1385; în 1363 a aplicat sigiliul pe document, prin care Margarete Maultasch a transferat Tirolul ducelui Rudolf al IV-lea al Austriei;
- Sigismund de Starkenberg (n. înainte de 1386): căsătorit cu Osanna; burgrav al Castelului Tirol; a moștenit Greifenstein după moartea lui Frederic de Greifenstein în 1386; fiii săi au fost Ulrich și Wilhelm de Starkenberg:
  - Ulrich de Starkenberg (n. după 1386; d.c. 1424/1430) căsătorit în c. 1413 cu Ursula, fiica lui Ioan al II-lea de Waldburg; în 1407 a fost implicat în Liga șoimului;
  - Wilhelm de Starkenberg (n. după 1386 – d. 1452) a dispărut din Tirol în timpul luptei împotriva ducelui Frederic al IV-lea „cel cu Buzunarul gol” (a fost ultimul moștenitor pe linie masculină al familiei Starkenberg și a murit probabil în Castelul Schenna).

## Proprietăți
Castele și cetăți:
- Alt-Starkenberg (azi ruină)
- Neu-Starkenberg
- Gebratstein (azi ruină)
- Ehrenberg (din 1293)
- Naturno
- Schenna (din 1370)
- Kronburg (din 1380)
- Sigmundsried (din 1381)
- Goien (din 1384)
- Greifenstein (din 1386, în Tirolul de Sud)
- Jufal (din 1388)
- Klamm (din 1398/1399)
- Forst (din 1405)
- Hocheppan (din 1400)

Proprietăți primite ca gaj:
- Schlanders
- Ulten

## Galerie de imagini

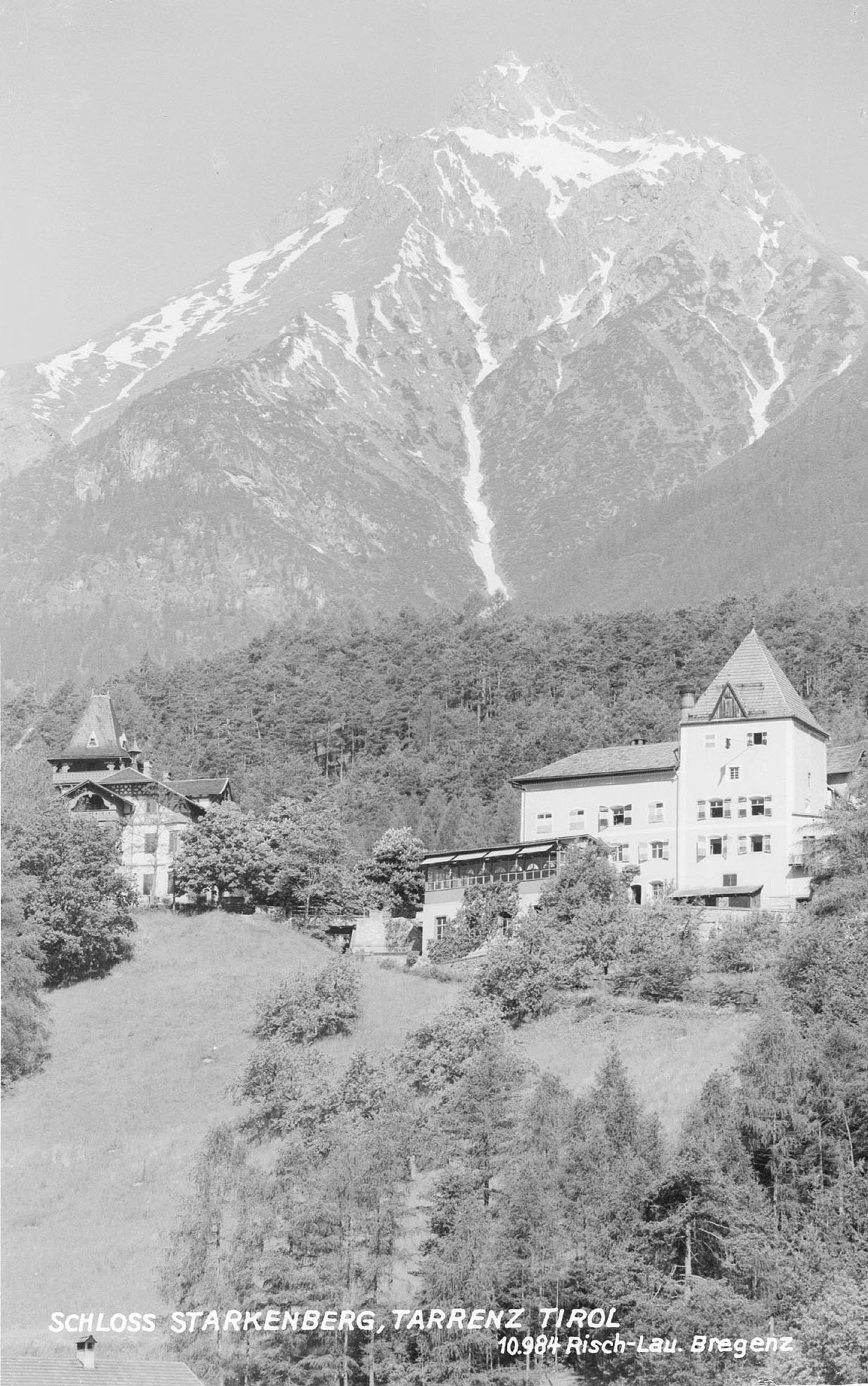
Castelul Starkenberg
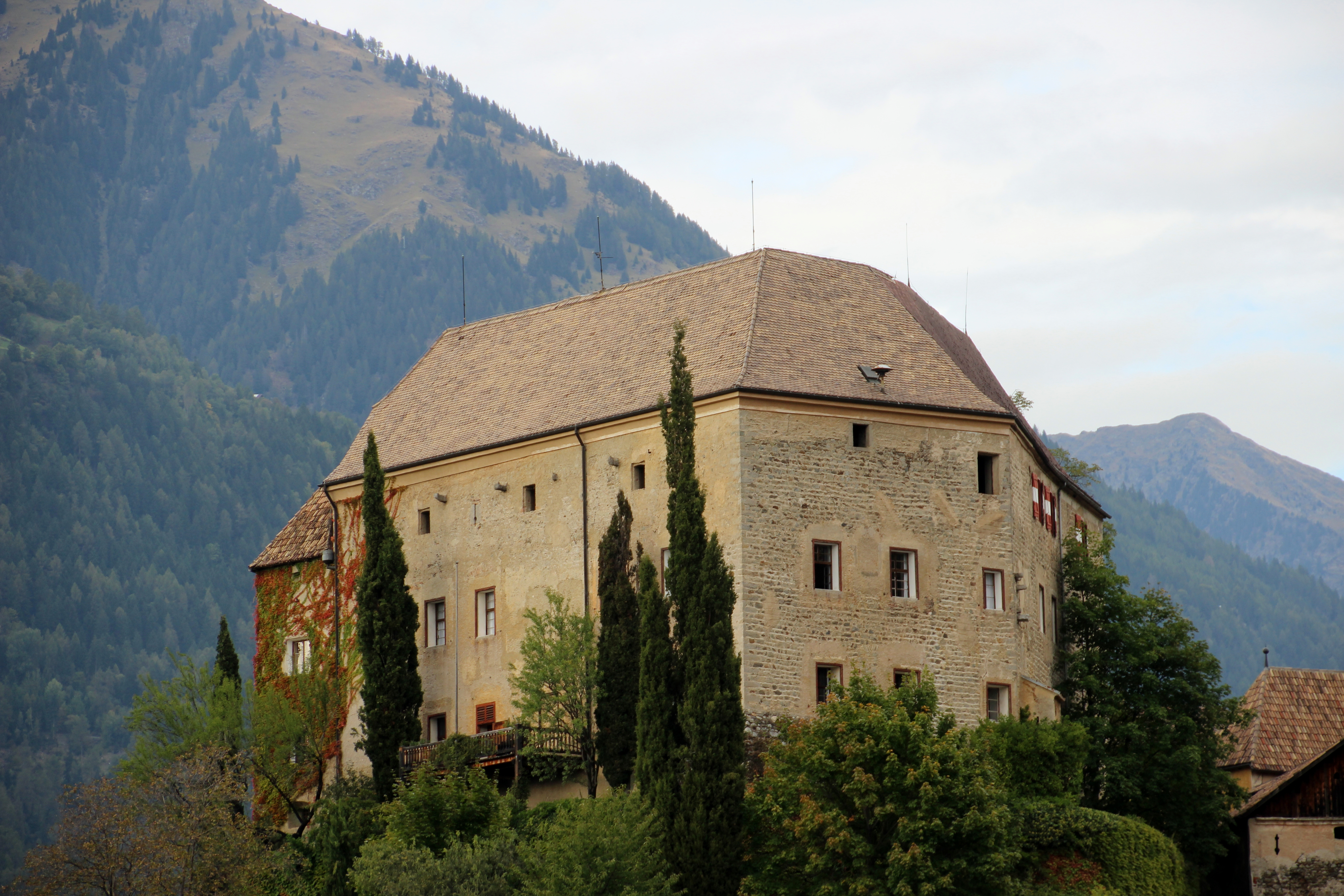
Castelul Scena
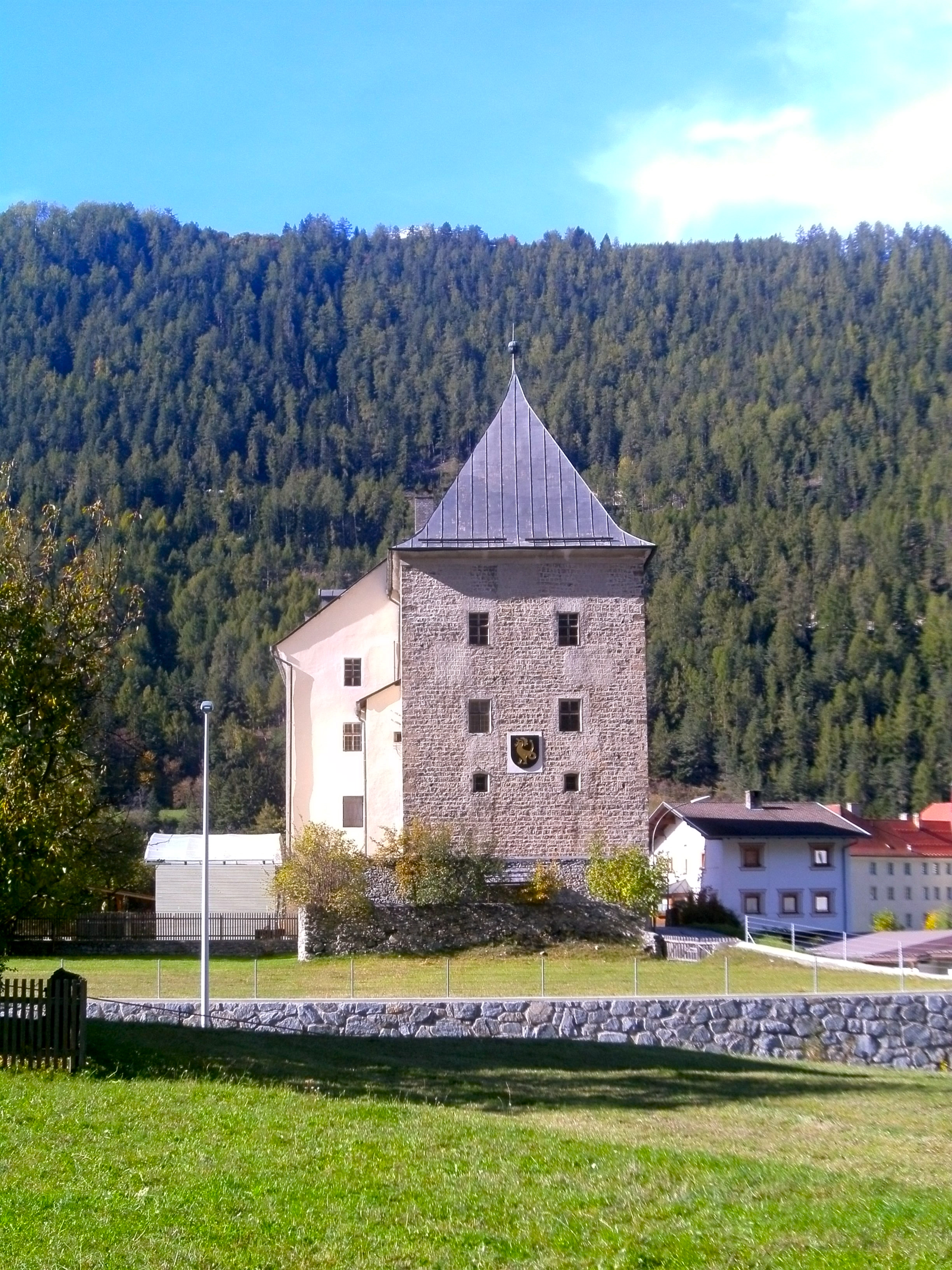
Castelul Sigmundsried
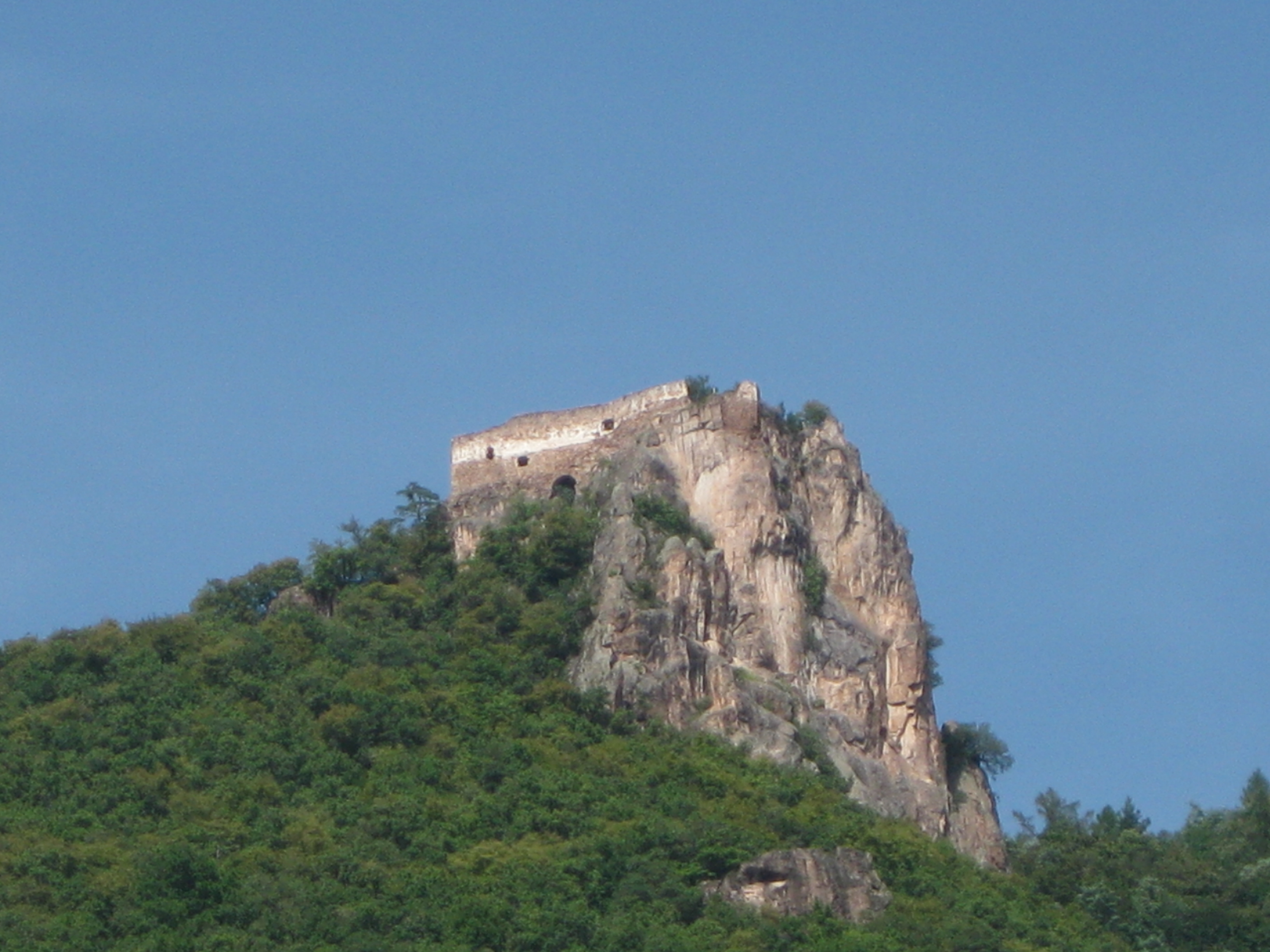
Castelul Greifenstein (Tirolul de Sud) lângă Jenesien
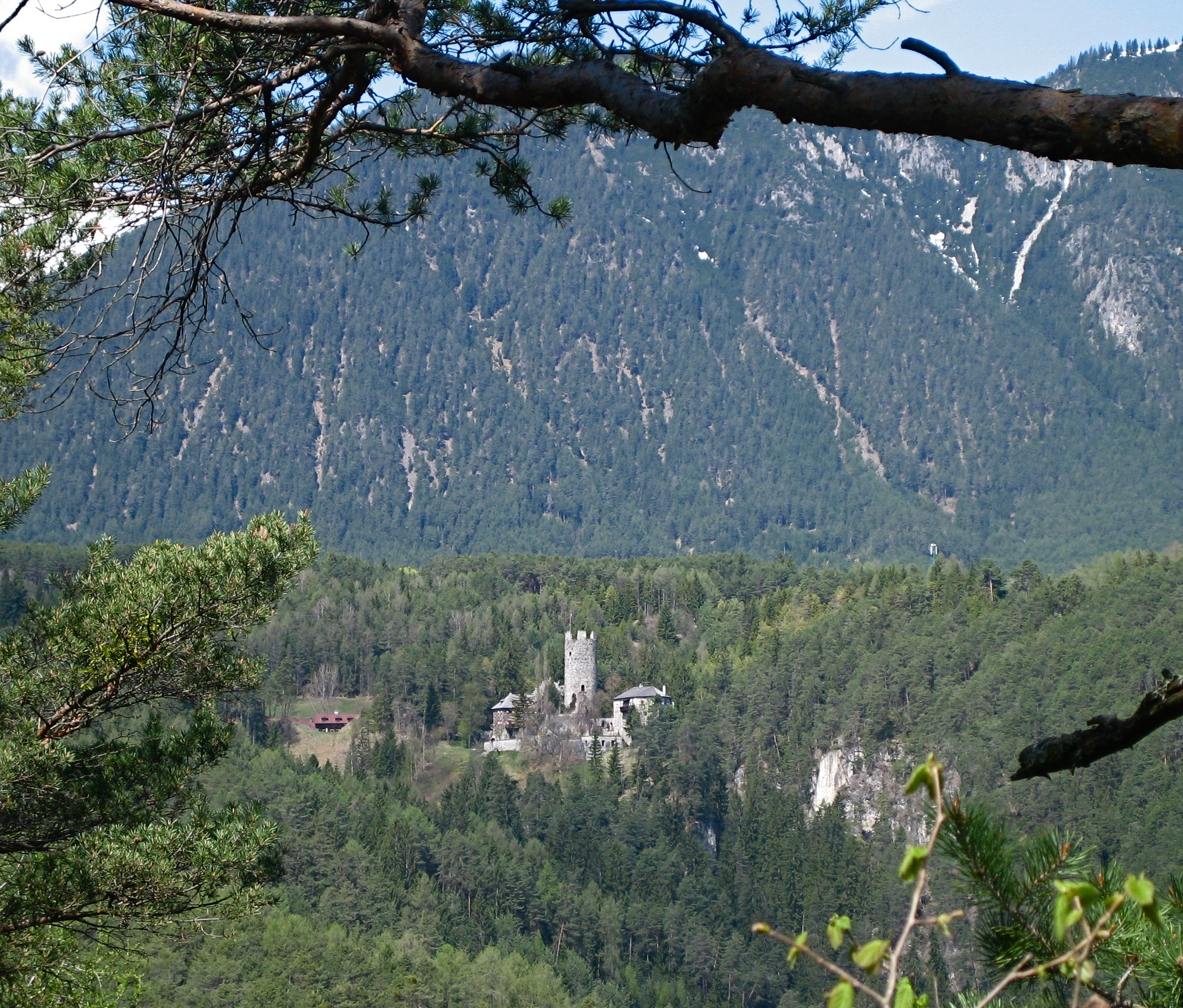
Castelul Klamm
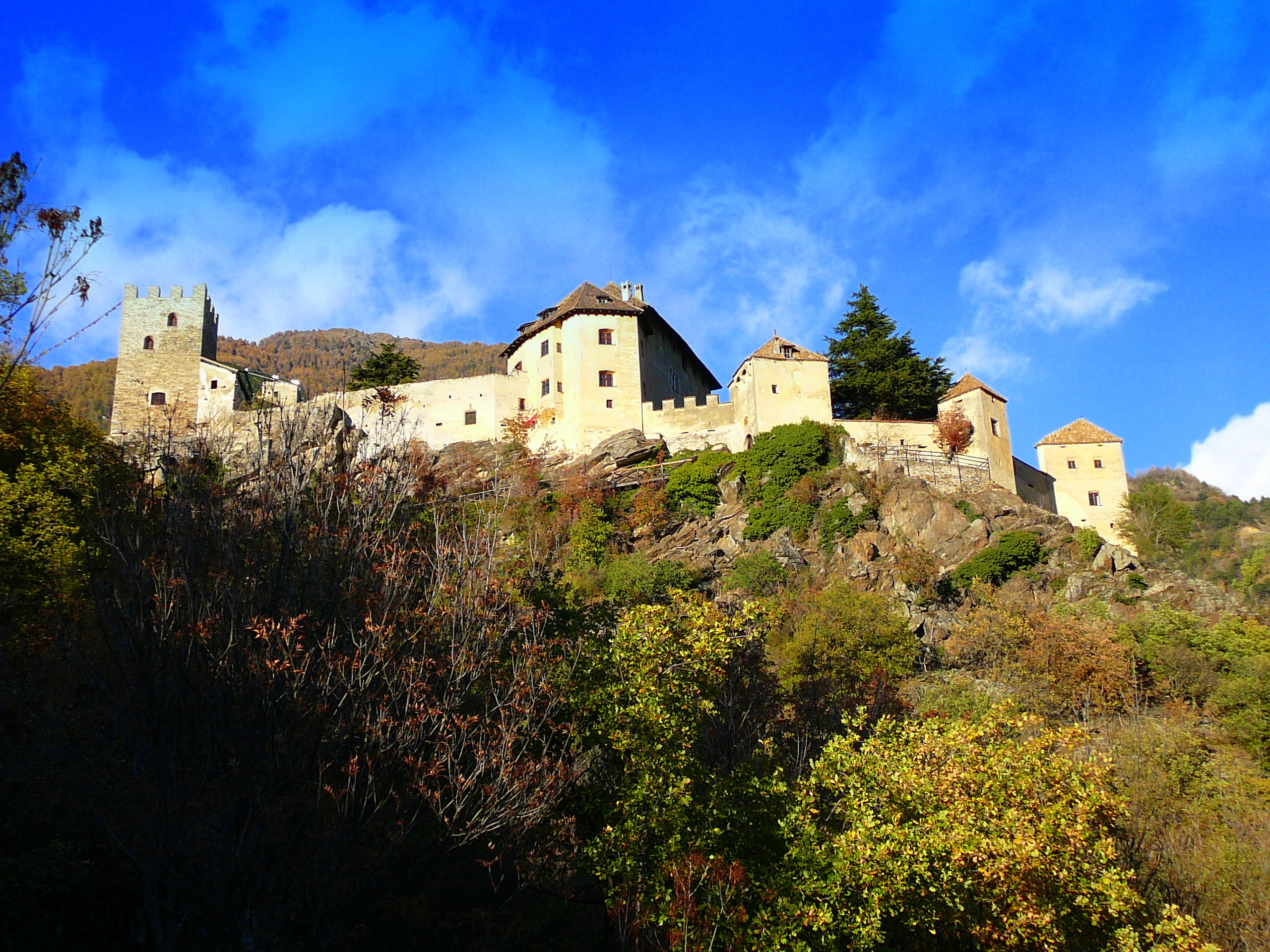
Castelul Juval
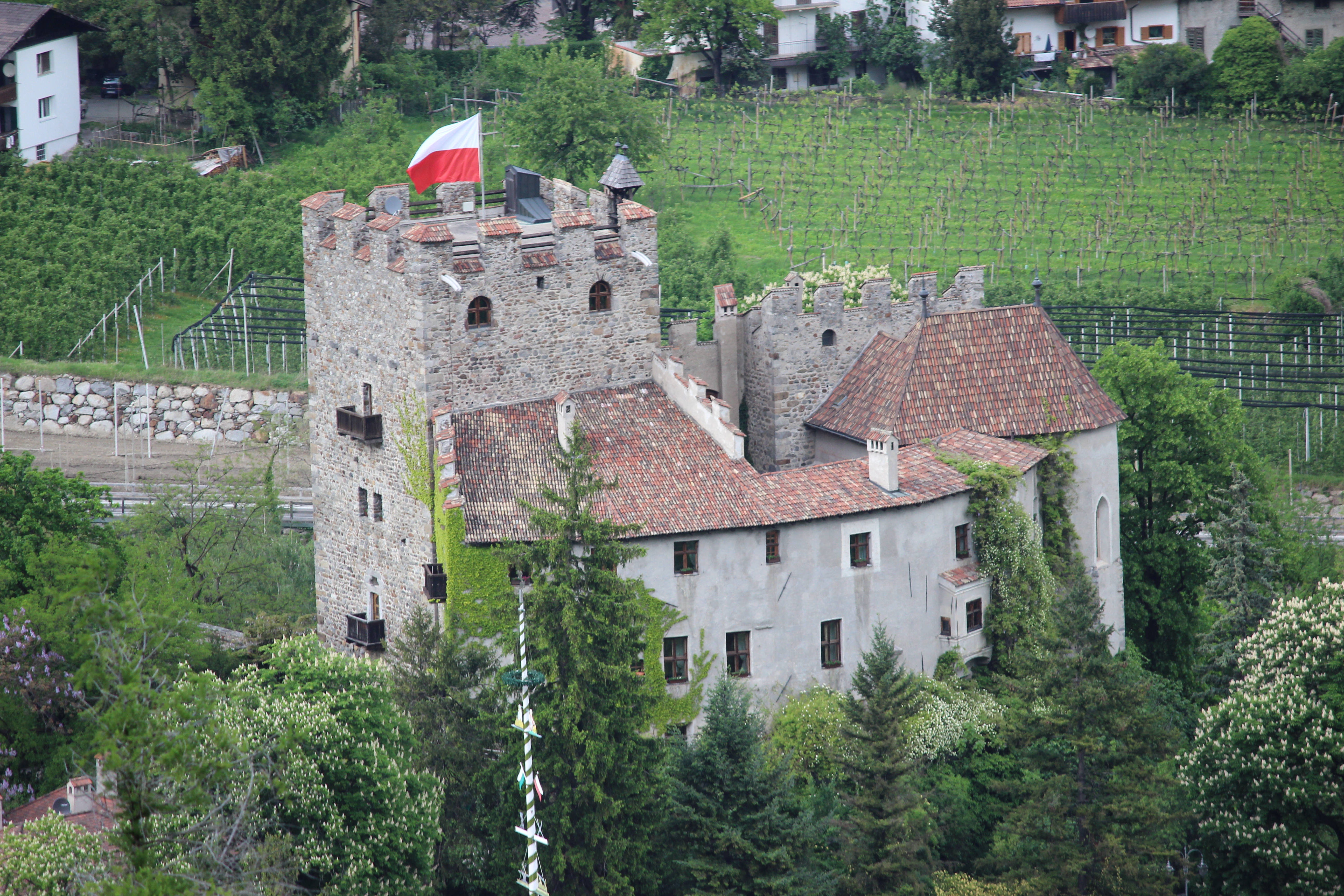
Castelul Forst
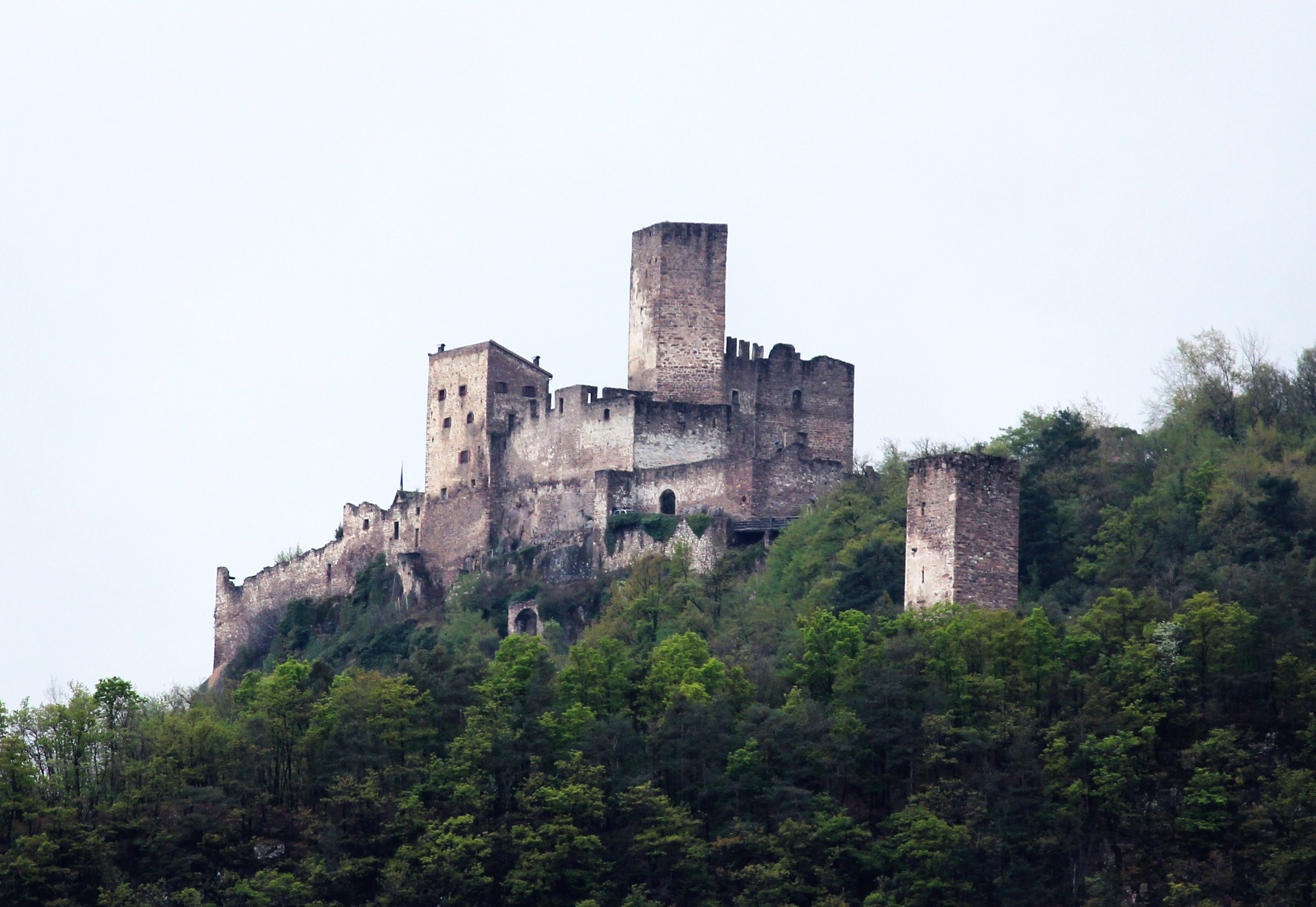
Hocheppan (cu capela Katharina și turnul de cretă)